# ナポリ王国の旗
本項では、南イタリアに存在したナポリ王国の旗について説明する。
ナポリ王国は、時期によって異なる旗を掲げていた。これは、ナポリ王国を誰が支配していたかによる。

## 歴史上の旗
| 旗 | 使用時期        | 説明 |
| -- | --------------- | --- |
|    | 1282年 - 1442年 | この旗は、アンジュー＝シチリア家がシチリア王国の支配者となり、シチリアとナポリを統治していた時代に用いられていた。 |
|    | 1442年 - 1516年 | ナポリ王国はアラゴン王国の支配下に置かれた（アラゴン連合王国）。赤と黄色からなるアラゴンの旗「サニェーラ」が用いられたほか、左図のようにアラゴンの旗と、ハンガリー王国の旗（赤・白の横縞）、アンジューの旗、エルサレム王国の旗（白地に十字）を組み合わせた旗も用いられた。                         |
|    | 1516年 - 1700年 | ハプスブルク家のカール5世（カルロ1世）がスペインの諸王位とともにナポリ王位に就く。王国は他のスペイン帝国同様ブルグント十字（ブルゴーニュ十字。聖アンデレ十字の一種） (Cross of Burgundy) を用いた。                                                                                                |
|    | 1714年 - 1734年 | スペイン継承戦争後、オーストリア・ハプスブルク家の神聖ローマ皇帝カール6世がナポリ王国の支配者となった。 |
|    | 1734年 - 1799年 | ポーランド継承戦争後、ブルボン家（スペイン・ブルボン家）出身のカルロス3世がシチリア王国とナポリ王国を統治した（ナポリ＝シチリア・ブルボン朝）。 |
|    | 1799年          | フランス革命の影響で成立した革命政権・パルテノペア共和国によって掲げられた青・黄・赤の縦三色旗。この旗はフランスの国旗をモデルとしている。 |
|    | 1799年 - 1806年 | パルテノペア共和国は短命に終わり、ブルボン朝による支配が復活した。 |
|    | 1806年 - 1808年 | ナポリ王国はナポレオン帝国に征服された。ナポレオンの兄ジョゼフ・ボナパルト（ジュゼッペ1世）が王を務めたナポリ王国の旗で、白・赤・黒の横三色旗が採用されたが、横三色旗と同様縦三色旗も使用された。                                                                                                  |
|    | 1808年 - 1811年 | ジョアシャン・ミュラ（ジョアッキーノ1世）がナポリ王として統治に当たった時期の第一の旗である。 |
|    | 1811年 - 1815年 | ジョアシャン・ミュラのナポリ王国が掲げた二つ目の旗。ミュラは公的には「両シチリア王」を名乗っていたため、かつて両シチリア（ナポリとシチリア島）を支配したオートヴィル家の紋章の色（青地に白と赤のチェック模様の帯）を用いている。枠内の左寄りに紋章が置かれた（市民用の旗では紋章を使わなかった）。 |
|    | 1815年 - 1860年 | ブルボン家がナポリ王国を奪回した。1816年以後、両シチリア王国の旗として使用された。 |